# 煎餅御強
煎餅御強（日语：せんべいおこわ），位於日本青森縣三戶郡較為著名的一種小吃，雖然起源並未明確顯示，但可以透過農業中的米食來製作煎餅。在製作煎餅御強時，米需要吸收適當的水分，換句話說米的溼度要恰到好處。當然煎餅御強可以用來夾著其他食物，外層也可以添加可以吃的食物（像是芝麻等等）。